# Alistair Cockburn

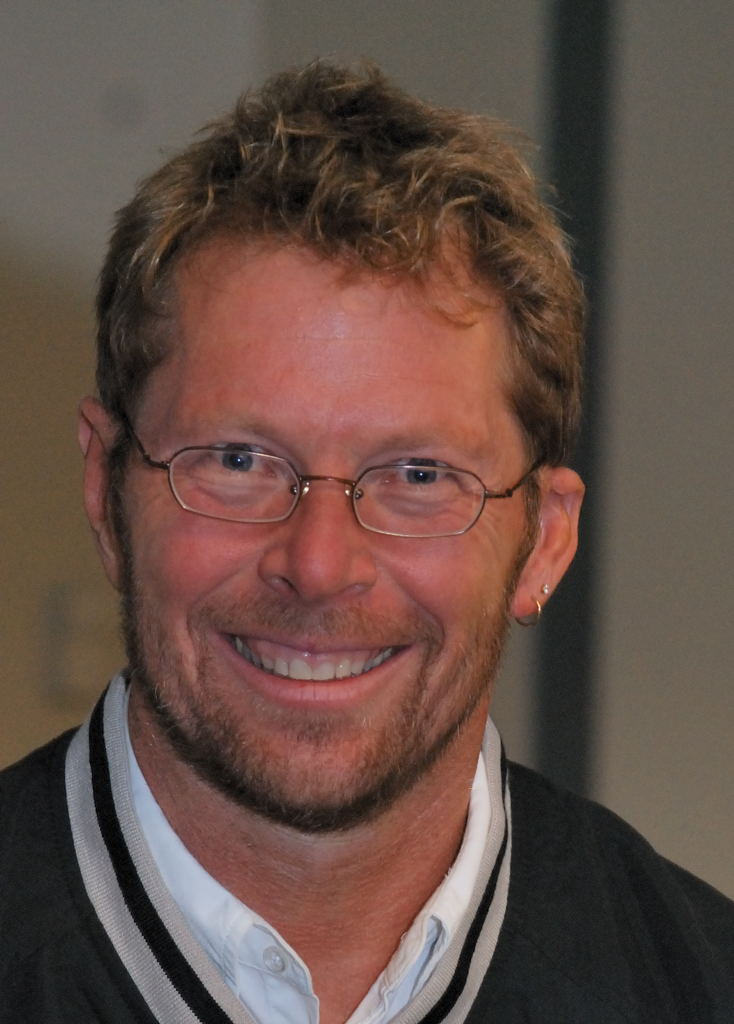
Alistair Cockburn 2007

Alistair Cockburn ([ˈælɨstər ˈkoʊbərn]; * 19. November 1953) ist ein amerikanischer Informatiker. Er gehört zu den Vordenkern der agilen Softwareentwicklung und zu den Urhebern des Agilen Manifestes. Darüber hinaus stammt von ihm die Crystal-Methoden-Familie.

## Leben
1975 machte Cockburn seinen Abschluss in Informatik an der Case Western Reserve University in Cleveland, 2003 folgte die Promotion an der Universität Oslo. Von 1984 bis 1991 war er im Bereich Kommunikationstechnologie und OO-Softwareentwicklung bei IBM tätig. Anschließend wechselte er in eine Beraterfunktion bei IBM, insbesondere zu den Methoden der OO-Softwareentwicklung. 1994 gründete er mit der Humans and Technology Inc. sein eigenes Beratungsunternehmen. Cockburn war 2001 Mitunterzeichner des Agilen Manifestes und entwickelte die Crystal-Methoden-Familie sowie 2015 das Heart of Agile.

## Schriften
- Surviving Object-Oriented Projects. Addison-Wesley, 1998, ISBN 0-201-49834-0 (englisch).
- Use Cases effektiv erstellen. Addison-Wesley, mitp, 2001, ISBN 3-8266-1344-9 (englisch, Originaltitel: Writing Effective Use Cases.).
- Agile Softwareentwicklung. Addison-Wesley, mitp, 2002, ISBN 3-8266-1346-5 (englisch, Originaltitel: Agile Software Development.).
- Crystal Clear: Agile Software-Entwicklung für kleine Teams. Addison-Wesley, mitp, 2005, ISBN 3-8266-1456-9 (englisch, Originaltitel: Crystal Clear: A Human-Powered Methodology for Small Teams.).
- Patterns for Effective Use Cases, Steve Adolph, Paul Bramble, with Alistair Cockburn, Andy Pols contributors, August 2002, Addison-Wesley Professional, ISBN 0-201-72184-8.
- People and Methodologies in Software Development. D. Ph. dissertation. University of Oslo Press, 2003 (englisch, Teile der Dissertation (Memento vom 23. September 2006 im Internet Archive)).